# Força Gaúcha de Pronta Resposta
A Força Gaúcha de Pronta Resposta (FGPR) é uma tropa criada em Junho de 2018 pela Secretaria da Segurança Pública no governo de José Ivo Sartori. Tinha como objetivo o apoio ás polícias riograndenses (Brigada Militar e Polícia Civil) em operações que precisem de uma resposta rápida para a segurança. Tal força possuiu um efetivo de cerca de 75 agentes, de acordo com a Secretaria de Segurança Pública (SSP) sendo que, a mesma foi composta por servidores da segurança pública e até por inativos. 
Exatamente um ano depois de sua criação, a tropa foi dissolvida no governo de Eduardo Leite, sendo que, os agentes foram transferidos para funções auxiliares e as viaturas e armamentos foram repassados para a Brigada Militar. 

## Atividades
Sem possuir um local específico para a atuação, a Força Gaúcha tinha como objetivo efetuar atividades de busca e apreensão, prisões, operações contra motins em presídios e ajuda para o registro de ocorrências policiais e, apoio na segurança de eventos e ações junto ao Ministério Público. Tal força da polícia também apoiava nas investigações, ajudar em casos de desastres naturais e realizar apoio ao patrulhamento ostensivo.

## História
A Força Gaúcha de Pronta Resposta foi criada, em 2018, a mesma atuou em ações de assaltos e com um foco no combate ao crime organizado. Em março de 2019 a tropa saiu de cidades do interior do estado afim de reforçar o policiamento em Porto Alegre. Em outubro a SSP confirmou a transferência de todos agentes para seus batalhões de origem e a Força Gaúcha parou de atuar, porém, o decreto dela ainda existe e os policiais podem voltarem a serem chamados. 